# David Derek Stacton
David Derek Stacton, né Arthur Lionel Kingsley Evans le 27 mai 1923 à San Francisco en Californie aux États-Unis et mort le 19 janvier 1968 à Fredensborg dans la province de Hovedstaden au Danemark, est un écrivain et poète américain, auteur de biographies et de romans policiers. Il signe également de trois pseudonymes Bud Clifton, David West et Carse Boyd.

## Biographie
Dès son enfance, il souffre d'épilepsie dans un milieu familial tendu. À l'âge adulte, il change légalement de nom afin de prendre ses distances de son père avec qui il ne partage pas les mêmes convictions, et aussi parce qu'il croyait être le seul Américain à être affublé du prénom Lionel que ses amis de jeunesse prononçait « Lyonel » avec un fort accent anglais qui le déformait.
De 1941 à 1943, il fait des études à l’université Stanford avant de servir dans le Civilian Public Service (en) en qualité d’objecteur de conscience. Pendant ses études, il adopte le pseudonyme de Bud Clifton pour faire paraître quelques nouvelles. En 1951, il est diplômé de l’université de Californie à Berkeley.
En 1953, sa première publication en volume, un recueil constitué de poèmes précédemment parus dans des magazines, paraît sous le titre An Unfamiliar Country: 25 Poems. Puis, il écrit plusieurs romans historiques et biographiques. Bon nombre de ses livres sont d'abord publiés en Angleterre. L'écrivain se rend d'ailleurs plusieurs fois en Europe pour de longs séjours : 1951–1954, 1960–1962 et 1964–1965. À son retour de ce dernier voyage, pendant l'année scolaire 1965-1966, il enseigne au Washington and Lee College de Lexington en Virginie.
Au tournant des années 1950-1960, il reprend son vieux pseudonyme de Bud Clifton et s'en forge également deux autres pour signer des romans policiers et des thrillers très populaires. Parmi ceux-ci, Le Spécialiste (The Murder Specialist) et Bon à prendre (Let Him Go Hang) sont publiés en français respectivement dans les collections Série noire et Un mystère.
Selon les témoignages laissés par des proches ou des personnes qui l'ont rencontré, David Derek Stacton était homosexuel (entre autres témoignages: « Dolores, aware that Stacton was gay, laughed at the message he’d sent her from London. » et « That month,Stacton had fallen out with his long term lover,John Mann Rucker. ».
Il reçoit une Bourse Guggenheim en 1961 et en 1966.
Il meurt au Danemark d'un accident vasculaire cérébral en janvier 1968. Il reçoit la même année, à titre posthume, le National Endowment for the Arts.

## Œuvre

### Poésie
- An Unfamiliar Country: 25 Poems (1953)
- A Desert Fox, With Cactus-Colored Fur (1960)
- Aetatis Suae LII (1961)
- Closing In (1976)
- Five Poems (1977)
- If Light in August (1984)

### Biographie
- A Ride on a Tiger: The Curious Travels of Victor Jacquemont (1954)
- The Crescent and the Cross: The fall of Byzantium May 1453 (1964) (signé David Dereksen)
- The World on the Last Day: The Sack of Constantinople by the Turks, May 29, 1453 (1965)
- The Bonapartes (1966)

### Romans
- Dolores (1954)
- A Fox Inside (1955)
- The Self-Enchanted (1956)
- Remember Me: A Story of Ludwig II of Bavaria (1957)
- On a Balcony: A Story of Akhnaton and Nefertiti (1958)
- Segaki: A Story of Medieval Japan (1958)
- A Dancer in Darkness (1960)
- A Signal Victory: A Story of the Spanish Conquest of Yucatan (1960)
- The Judges of the Secret Court (1961)
- Tom Fool (1962)
- Old Acquaintance (1962)
- Sir William: or a Lesson in Love (1963)
- Kaliyuga: or a Quarrel with the Gods (1965)
- People of the Book: A Novel of the Thirty Years War (1965)

#### Romans signés Bud Clifton
- The Power Gods (1958)
- D is for Delinquent (1958)
- Muscle Boy (1958)
- The Bad Girls (1958)
- The Murder Specialist (1959)
  - Le Spécialiste, Série noire no 834 (1964)
- Let Him Go Hang (1961)
  - Bon à prendre, Un mystère 1re série no 609 (1962)

#### Roman signé David West
- Wish Me Dead (1960)

#### Romans signés Carse Boyd
- Navarro (1962)
- Ride the Man Down (1962)

### Nouvelles
- The March of the Gnomes (1949)
- A Dog Named Ego (1950)
- Where It Was Sunny (1950)
- Trip to the Wedding (1951)
- The Dinner at Vidocq (1951)
- The Cruel Self (1952)
- Florimond (1952)
- The Metamorphosis of Kenko (1962)
- A Visit to the Master (1965)
- Little Brother Nun (1967)
- Notes Written in the Self with a Singular Distaste for Writing Anything Down (1968)

#### Nouvelles signées David West
- The Right Way to Look at It (1946)
- The Works of Howard Fangle (1946)
- Why I Believe in Ghosts (1948)

## Sources
- Claude Mesplède, Les années "Série noire" : bibliographie critique d'une collection policière, vol. 2 : 1959-1966, Amiens, Editions Encrage, coll. « Travaux » (no 17), 1993 (ISBN 978-2-906-38943-4), p. 198-199.
- Claude Mesplède et Jean-Jacques Schleret, SN, voyage au bout de la Noire : inventaire de 732 auteurs et de leurs œuvres publiés en séries Noire et Blème : suivi d'une filmographie complète, Paris, Futuropolis, 1982 (OCLC 11972030), p. 83